# Pleurogonium kamtshaticum
Pleurogonium kamtshaticum är en kräftdjursart som beskrevs av Oleg Grigor'evich Kussakin1962. Pleurogonium kamtshaticum ingår i släktet Pleurogonium och familjen Paramunnidae. Inga underarter finns listade i Catalogue of Life.